# Loïc Mbe Soh
Loïc Mbe Soh (Souza Gare, Camerún, 13 de junio de 2001) es un futbolista camerunés, nacionalizado francés, que juega de defensa y su equipo es el K Beerschot VA de la Primera División de Bélgica.

## Trayectoria
Tras empezar a formarse como futbolista en el Pontoisienne JS y en el Courbevoie SF, tras cuatro años se marchó a la disciplina del Paris Saint-Germain, con el que empezó jugando en el segundo equipo. Finalmente hizo su debut con el primer equipo el 11 de mayo de 2019 en la Ligue 1 contra el Angers SCO, llegando a jugar el partido completo.
El 11 de septiembre de 2020 fue traspasado al Nottingham Forest F. C. Después de más de dos años en Inglaterra, en enero de 2023 regresó a Francia para jugar lo que quedaba de temporada en el E. A. Guingamp. La siguiente campaña también fue prestado y en el mes de septiembre recaló en el Almere City F. C. Tras esta último cesión su contrato expiró y no fue renovado. Entonces se marchó a Bélgica y firmó por el K Beerschot VA en agosto de 2024.

## Selección nacional
Es internacional en categorías inferiores con la selección de Francia desde 2019.

## Estadísticas
Actualizado al último partido disputado el 10 de mayo de 2025.
| Club                               | Div.          | Temporada     | Liga  | Liga  | Copas nacionales | Copas nacionales | Copas internacionales | Copas internacionales | Total | Total |
| Club                               | Div.          | Temporada     | Part. | Goles | Part.            | Goles            | Part.                 | Goles                 | Part. | Goles |
| ---------------------------------- | ------------- | ------------- | ----- | ----- | ---------------- | ---------------- | --------------------- | --------------------- | ----- | ----- |
| París Saint-Germain F. C. Francia  | 1.ª           | 2018-19       | 2     | 0     | 0                | 0                | 0                     | 0                     | 2     | 0     |
| París Saint-Germain F. C. Francia  | 1.ª           | 2019-20       | 1     | 0     | 0                | 0                | 0                     | 0                     | 1     | 0     |
| París Saint-Germain F. C. Francia  | Total club    | Total club    | 3     | 0     | 0                | 0                | 0                     | 0                     | 3     | 0     |
| Nottingham Forest F. C. Inglaterra | 2.ª           | 2020-21       | 7     | 1     | 1                | 0                | ―                     | ―                     | 8     | 1     |
| Nottingham Forest F. C. Inglaterra | 2.ª           | 2021-22       | 2     | 0     | 0                | 0                | ―                     | ―                     | 2     | 0     |
| Nottingham Forest F. C. Inglaterra | 1.ª           | 2022-23       | 0     | 0     | 3                | 0                | ―                     | ―                     | 3     | 0     |
| Nottingham Forest F. C. Inglaterra | Total club    | Total club    | 9     | 1     | 4                | 0                | 0                     | 0                     | 13    | 1     |
| E. A. Guingamp Francia             | 2.ª           | 2022-23       | 14    | 1     | ―                | ―                | ―                     | ―                     | 14    | 1     |
| E. A. Guingamp Francia             | Total club    | Total club    | 14    | 1     | 0                | 0                | 0                     | 0                     | 14    | 1     |
| Almere City F. C. · Países Bajos   | 1.ª           | 2023-24       | 20    | 1     | 2                | 0                | ―                     | ―                     | 22    | 0     |
| Almere City F. C. · Países Bajos   | Total club    | Total club    | 20    | 1     | 2                | 0                | 0                     | 0                     | 22    | 1     |
| K Beerschot VA · Bélgica           | 1.ª           | 2024-25       | 28    | 2     | 3                | 0                | ―                     | ―                     | 31    | 2     |
| K Beerschot VA · Bélgica           | Total club    | Total club    | 28    | 2     | 3                | 0                | 0                     | 0                     | 31    | 2     |
| Total carrera                      | Total carrera | Total carrera | 74    | 5     | 9                | 0                | 0                     | 0                     | 83    | 5     |

## Palmarés

### Títulos nacionales
| Título                     | Club                      | País    | Año  |
| -------------------------- | ------------------------- | ------- | ---- |
| Ligue 1                    | París Saint-Germain F. C. | Francia | 2019 |
| Supercopa de Francia       | París Saint-Germain F. C. | Francia | 2019 |
| Ligue 1                    | París Saint-Germain F. C. | Francia | 2020 |
| Copa de Francia            | París Saint-Germain F. C. | Francia | 2020 |
| Copa de la Liga de Francia | París Saint-Germain F. C. | Francia | 2020 |